# Popkult

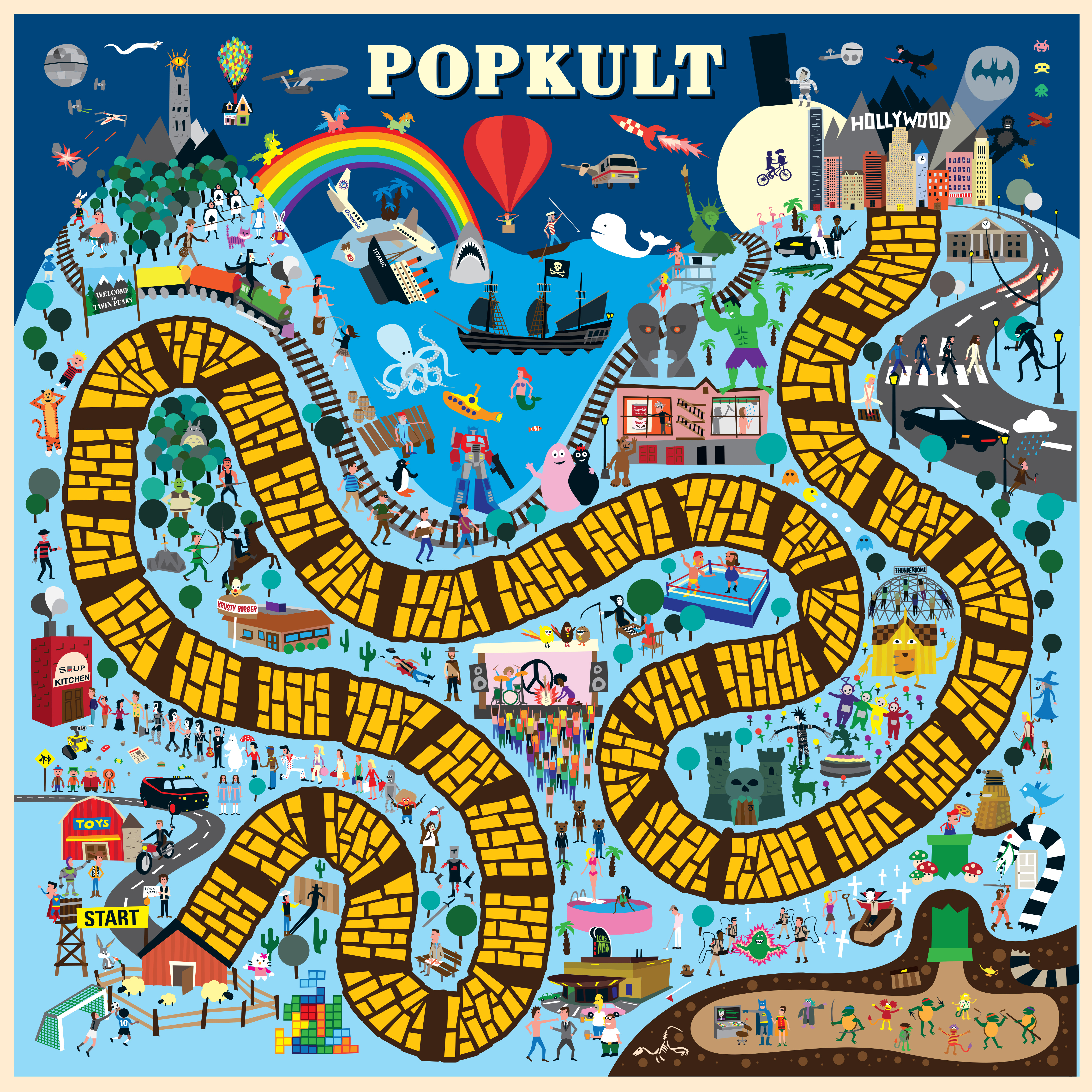

Popkult är ett svenskt frågespel och sällskapsspel för 2-8 spelare. 2011 blev Popkult utnämnt till "Årets spel" av tidningen Faktum. Spelet är utgivet av Ninja Print, uppfunnet av Alexander Kandiloros och Rickard Höök har illustrerat. 
Popkult har 600 frågor om populärkultur i sex kategorier - TV, musik, litteratur, skvaller, film och spel. Spelet har 320 spelkort, varav 240 är frågekort och 60 är strategiska händelsekort. Vissa händelsekort kan bara spelas ut när det är ens tur och vissa används under annans tur för att stjäla frågor (PLAGIAT), vidarebefordra sina frågor till annan spelare (PR) eller för att satsa på att en motspelare kan svaret på frågan den fått (GROUPIE). Varje spelare börjar med 20 spelkort på hand. När det är en spelares tur har den att välja mellan att spela ut ett frågekort eller händelsekort. 
Spelarna börjar i en småstad och ska längs en gul tegelväg ta sig till Hollywood.
Om spelaren spelar ut ett frågekort gör denne det genom att ställa kortets frågor till en motspelare åt gången. Frågekorten har 1-4 frågor från de sex kategorierna. Finns det fler frågor på kortet än motspelare får en motspelare svara på flera, annars får motspelarna en fråga var. Svarar motspelaren rätt får motspelaren gå fram. Svarar motspelaren däremot fel får frågeställaren gå fram.
Om spelaren spelar ut ett händelsekort får personen som får kortet gå fram, bak eller plocka upp kort. Händelsekort kan spelas ut på sig själv eller annan motspelare.
Vinner gör den som först kommer till målet Hollywood, eller är den som är närmast Hollywood när den förste spelaren får slut på kort.